# 叙拉古的狄翁
狄翁（前408年—前354年），西西里岛叙拉古僭主狄奥尼西奥斯之姻兄。公元前357年至公元前354年间统治着叙拉古。公元前367年曾独揽大权。不久被放逐，公元前354年他在扎金索斯岛率领1500名雇佣兵重返西西里执政。但不久又被放逐，后又返回。企圖效法雅典建立民主政體，公元前354年為部將所弒。

## 延伸阅读
- Lives by Plutarch and Cornelius Nepos (cf. Diod. Sic. xvi. 6-20)（英文）
- T Lau (1860)（英文）
- Renata von Scheliha, Dion (1934)（英文）
- H. Berve, Dion (1956)（英文）
- 本条目包含来自公有领域出版物的文本: Chisholm, Hugh (编).  (第11版). London: Cambridge University Press. 1911.